# Gustaw Gwozdecki
Gustaw Gwozdecki (ur. 23 maja 1880 w Warszawie, zm. 8 marca 1935 w Paryżu) – polski malarz, rzeźbiarz i grafik, reprezentant postimpresjonistycznego koloryzmu.

## Życiorys
Był synem Florentyna, dziennikarza, wicedyrektora Warszawskich Teatrów Rządowych. W 1899 rozpoczął w Monachium studia malarskie w prywatnych szkołach malarstwa Stanisława Grocholskiego i Antona Ažbego. Tam też zadebiutował podczas wystawy studiów plenerowych w Kunstvereinie. W 1900 wyjechał do Krakowa, gdzie rozpoczął studia w Akademii Sztuk Pięknych pod kierunkiem Jana Stanisławskiego i od 1901 w Warszawie pod kierunkiem Konrada Krzyżanowskiego. W 1902 otrzymał stypendium Towarzystwa Zachęty Sztuk Pięknych i wyjechał uczyć się rzeźby w paryskiej École des Beaux-Arts pod kierunkiem Huberta Ponscarmego. Od tego czasu przebywał głównie w Paryżu, już w 1904 wystawił swoje prace na Salonie Jesiennym. Od tego czasu datuje się udział Gustawa Gwozdeckiego w największych paryskich wystawach, w tym również Salonie Niezależnych. Regularnie uczestniczył w wystawach organizowanych w Warszawie, Poznaniu i Wiedniu. W 1914 współorganizował prywatną szkołę artystyczną (Polską Akademię Malarstwa) w Paryżu. Od 1916 często wyjeżdżał, a w latach 1917–1927 przebywał stale w Nowym Jorku, gdzie został prezesem Salonów Dorocznych. W Stanach Zjednoczonych Gustaw Gwozdecki był bardzo zaangażowany w działalność artystycznego środowiska Polonii, między innymi Towarzystwa Artystów Polskich oraz Komitetu Stosunków Artystycznych Polsko-Amerykańskich. Promował sztukę polską we Francji i Stanach Zjednoczonych, był członkiem działających w ojczyźnie grup artystycznych Towarzystwo Artystów Polskich „Sztuka” i Stowarzyszenie Artystów Polskich „Rytm” i swoje pracy wystawiał razem z tymi grupami. Zmarł nagle w swojej pracowni w wieku 54 lat.

## Twórczość
Malował krajobrazy, portrety, akty i martwe natury. Jego prace odznaczają się uproszczonym rysunkiem i bogatym, nasyconym kolorytem. Rzeźbił portrety i akty w marmurze i gipsie. Często nawiązywał do twórczości ludów prymitywnych. Początkowa twórczość Gwozdeckiego czyniła z niego jednego z czołowych polskich modernistów i ekspresjonistów. Po 1910 artysta skłaniał ku fowizmowi, co spotkało się przychylnym stanowiskiem francuskich krytyków sztuki. Twórczość Gustawa Gwozdeckiego była promowana przez zaprzyjaźnionego z nim Guillaume'a Apollinaire'a oraz André Salmona, którzy byli związani z wpływowym czasopismem „La Plume”.
Obecnie dzieła Gustawa Gwozdeckiego są rozproszone, część znajduje się w polskich muzeach m.in. w Muzeum Narodowym w Warszawie, w Poznaniu i Krakowie, część poza granicami Polski w Towarzystwie Historyczno-Literackim w Paryżu, w Galerii Sztuki przy Uniwersytecie Yale, w nowojorskiej Fundacji Kościuszkowskiej. Pozostałe są ozdobą prywatnych galerii m.in. we Francji i Stanach Zjednoczonych.

## Galeria

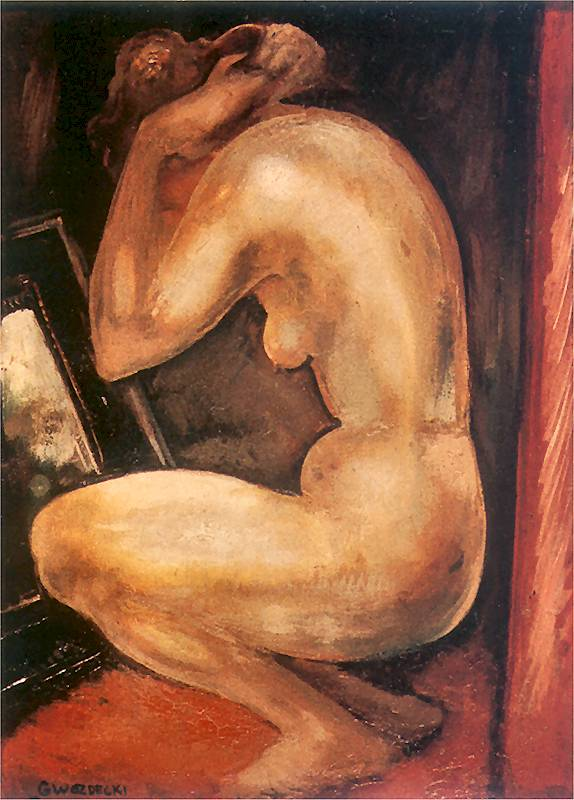
Kobieta przed lustrem
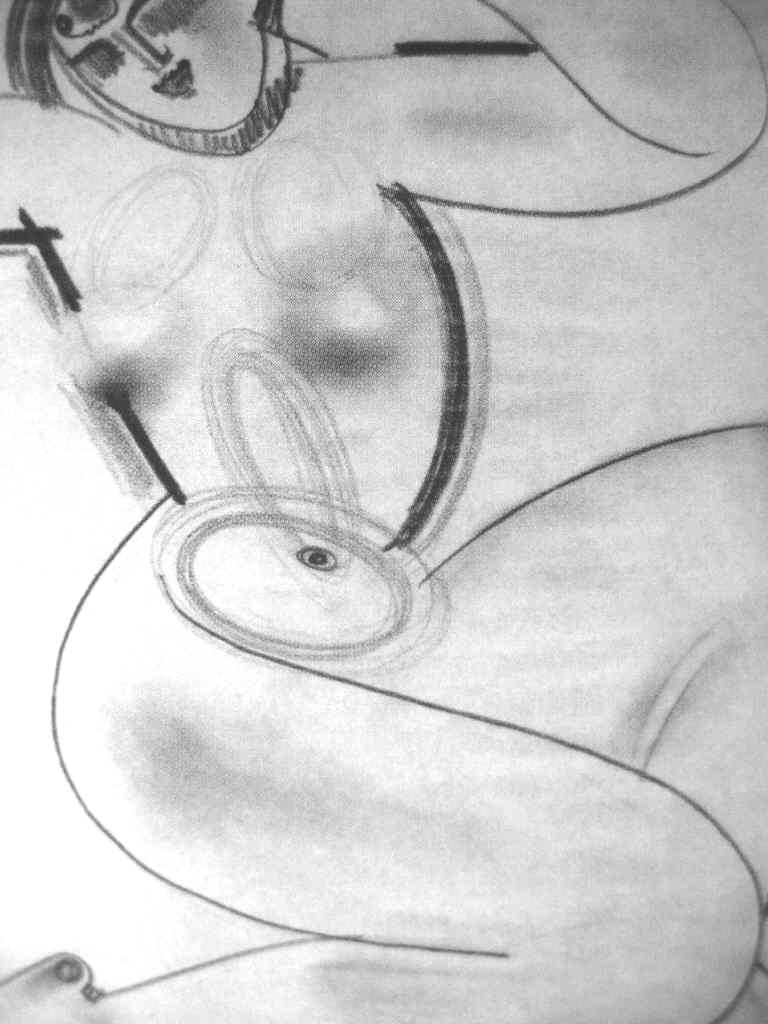
Akt (kariatyda), 1920
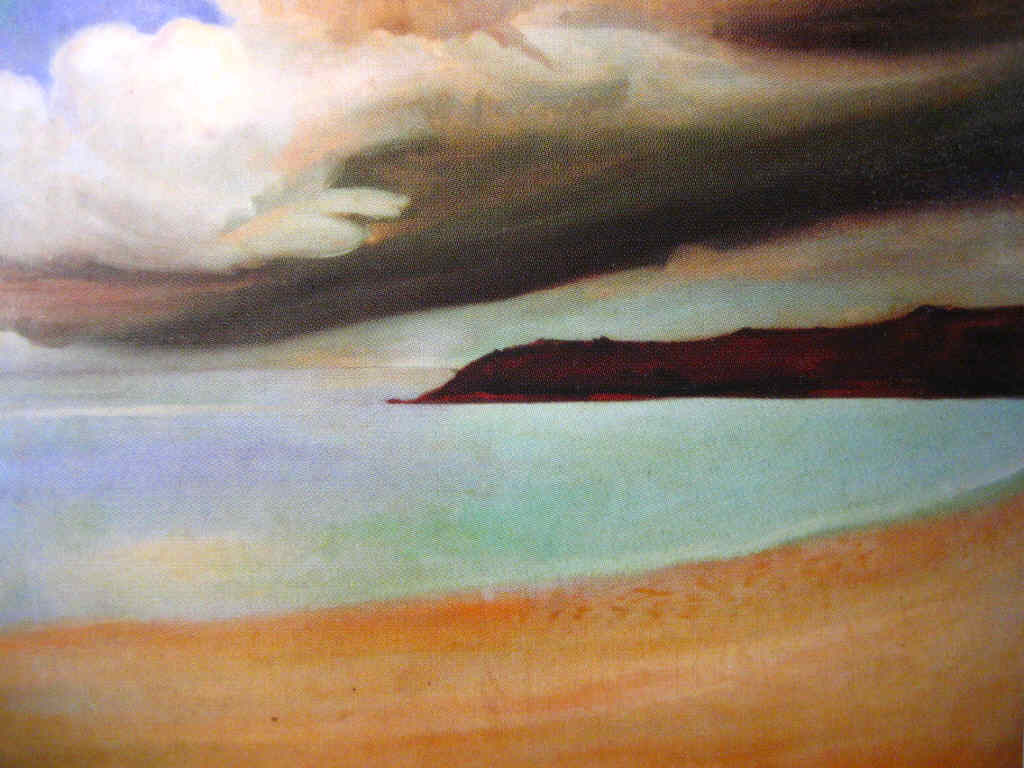
Brzeg morski w Bretanii,1905
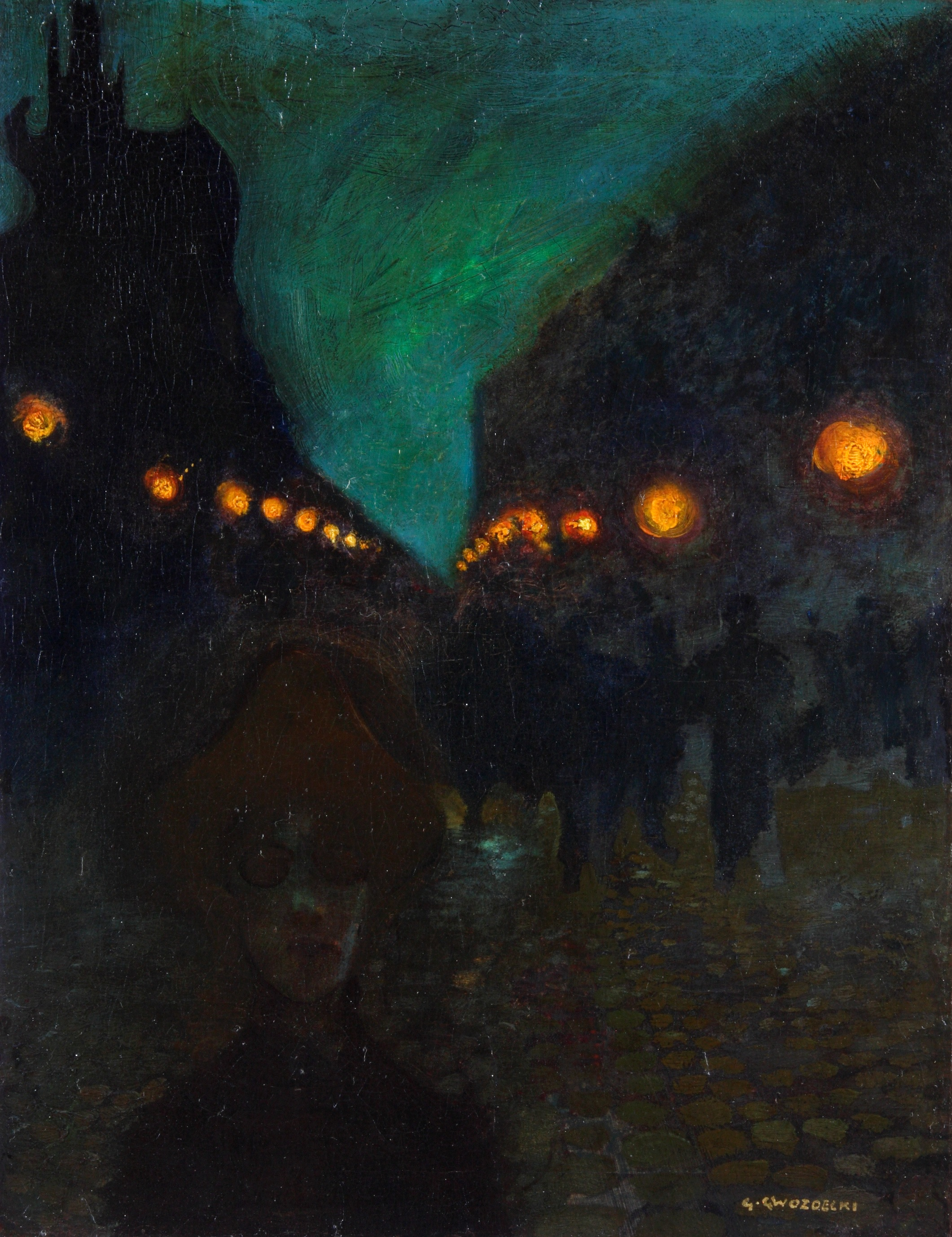
Wieczorna tęsknota
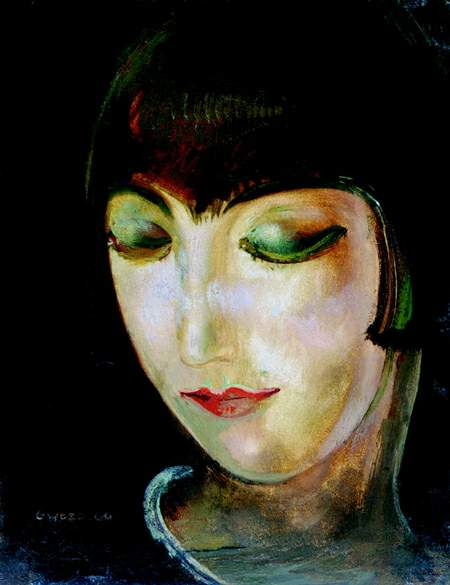
Kiki de Montparnasse, 1920
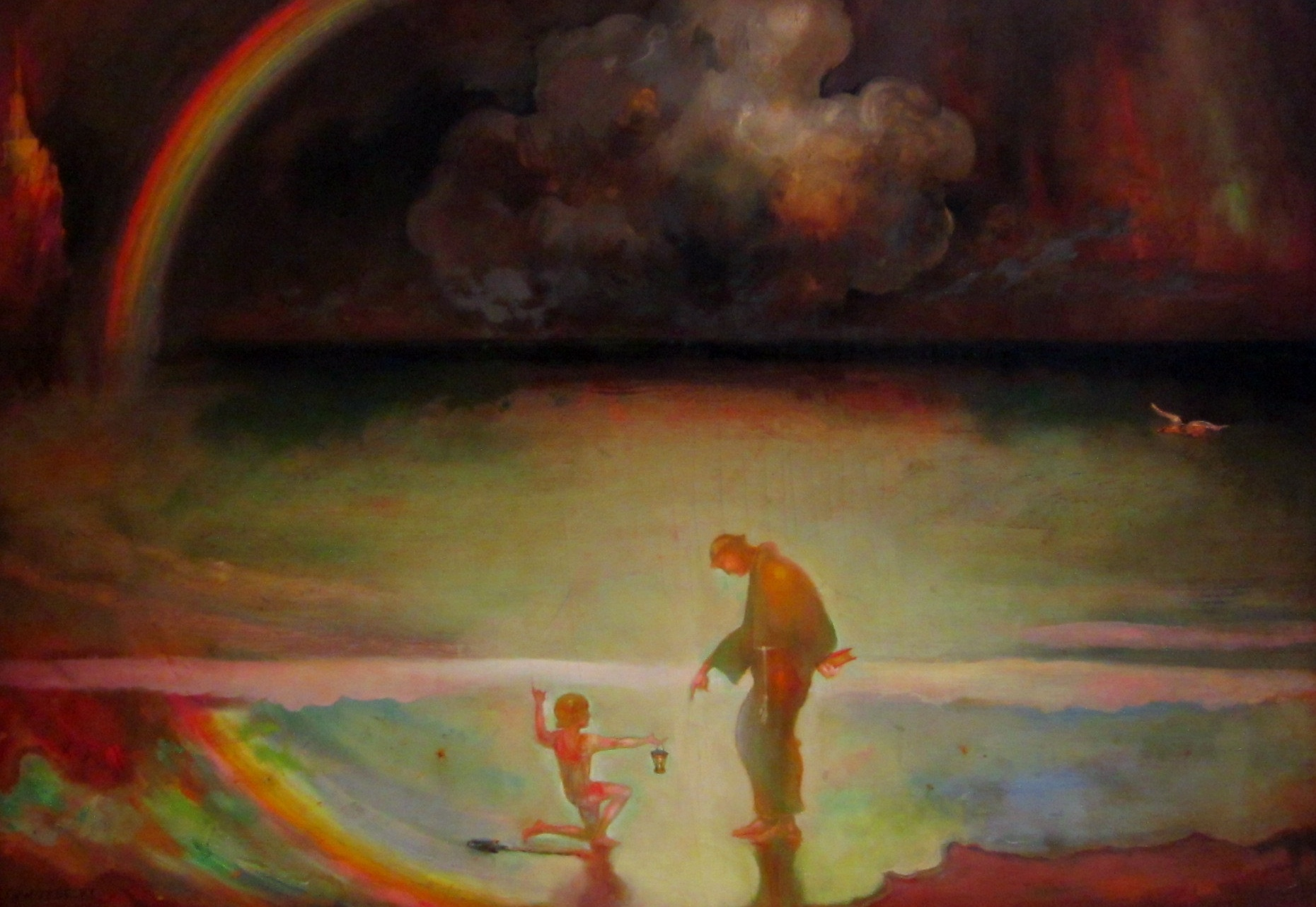
Sen Św. Augustyna